# Peter Hric
Peter Hric (ur. 17 czerwca 1965 w Nowej Wsi Spiskiej, zm. 14 marca 2025 w Luksemburgu) – słowacki kolarz górski i przełajowy reprezentujący także Czechosłowację, brązowy medalista mistrzostw Europy MTB i brązowy medalista mistrzostw świata juniorów w kolarstwie przełajowym.

## Kariera
Pierwszy sukces w karierze Peter Hric osiągnął w 1983 roku, kiedy zdobył brązowy medal w kategorii juniorów podczas przełajowych mistrzostw świata w Birmingham. Na rozgrywanych dziesięć lat później mistrzostwach Europy MTB w Klosters zajął trzecie miejsce w cross-country. W tej samej konkurencji wystartował na igrzyskach olimpijskich w Atlancie w 1996 roku, gdzie rywalizację ukończył na trzydziestej pozycji. Nigdy nie zdobył medalu na mistrzostwach świata w kolarstwie górskim. Od 1991 był zawodnikiem luksemburskiej drużyny Carrera-Wolber.
Po zakończeniu kariery sportowej pozostał w Luksemburgu, gdzie pracował jako programista i projektant w przemyśle motoryzacyjnym.